# Нік Волш
Ніколас («Нік») Волш (30 листопада 1990) — шотландський футбольний арбітр. Він судить матчі в Шотландській ППрем'єршип з 2016 року. Арбітр ФІФА та УЄФА з 2018 року.

## Суддівська кар'єра
9 квітня 2016 року Волш відсудив свій перший матч у національних змаганнях Шотландії. Під час матчу між «Росс Каунті» та «Партік Тістл» (1–0 на користь господарів) арбітр чотири рази показав жовту картку.
У єврокубках він дебютував 12 липня 2018 року під час матчу між «Вестманнаейя» та «Сарпсборг 08» у першому кваліфікаційному раунді Ліги Європи УЄФА. Гра закінчилася з рахунком 0–4, і Волш показав п'ять жовтих карток.
Він відсудив свій перший міжнародний матч на рівні збірних 26 березня 2019 року, коли Гібралтар програв Естонії з рахунком 0–1, гол забив Костянтина Васильєва. У цьому матчі Уолш показав дві жовті картки.
25 березня 2017 року Волш судив фінал Кубка виклику шотландської ліги 2016/17 між «Данді Юнайтед» і ФК «Сент-Міррен» 2–1.
22 травня 2021 року Волш відсудив фінал Кубка Шотландії 2020/21 між «Гіберніан» (Едінбург) і «Сент-Джонстон» 0–1.
26 лютого 2023 року Волш судив фінал Кубка шотландської ліги з футболу 2022—2023 між «Рейнджерс» та «Селтік» 1–2.